# Schahid-Beheschti-Universität
Die Schahid-Beheschti-Universität (persisch دانشگاه شهید بهشتی Dāneschgāh-e Schahid Beheschti; englisch Shahid Beheshti University, SBU), vormals Nationaluniversität von Iran (persisch دانشگاه ملی ایران, englisch The National University of Iran, NUI), ist eine iranische Hochschule. Sie wurde 1959 in Teheran gegründet und ist nach Mohammad Beheschti benannt.
Von 1986 bis 2007 war die Medizinische Fakultät unter dem Namen „Schahid-Beheschti-Universität für Medizinische Wissenschaften und Gesundheitsdienste“ als eigenständige Hochschule ausgegliedert. Im Ausland wurde die Schahid-Beheschti-Universität unter anderem durch die Ermordung des Nuklearwissenschaftlers Madschid Schahriari bekannt, der an ihr eine Professur hatte.

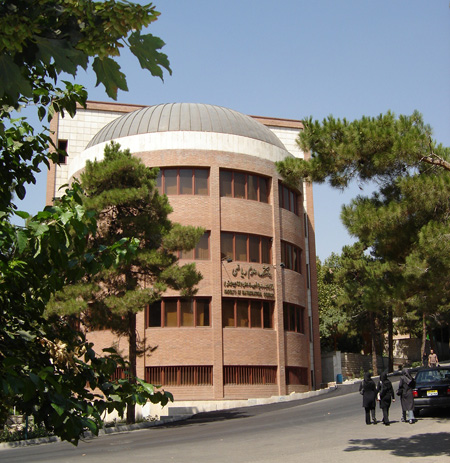
Fakultät für Mathematik
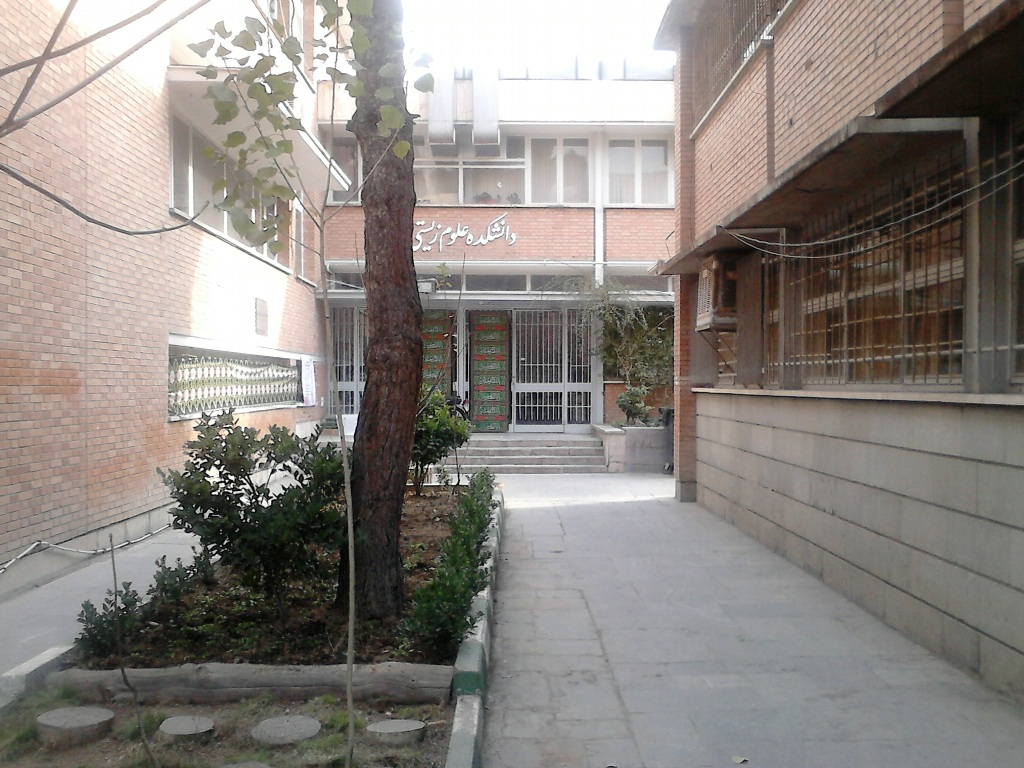
School of Biological Sciences
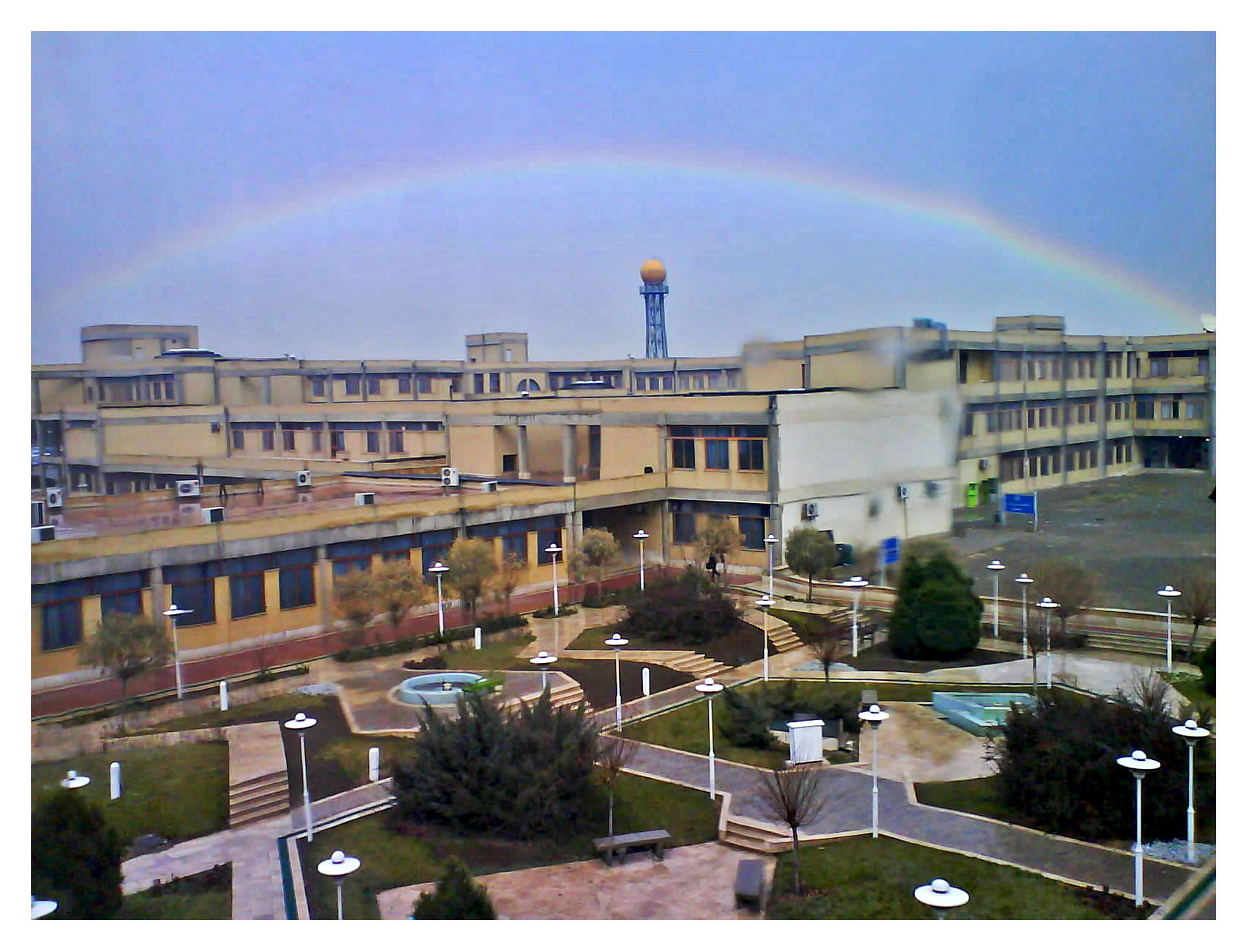
Schahid-Beheschti-Universität

## Persönlichkeiten
- Fereidun Abbassi, Physiker (1958–2025)
- Mohammed Mehdi Tehrantschi, Physiker (1965–2025)